# Pinhalzinho (San Paolo)
Pinhalzinho è un comune del Brasile nello Stato di San Paolo, parte della mesoregione di Campinas e della microregione di Amparo.